# International Federation for Information Processing
La International Federation for Information Processing, in sigla IFIP, è una organizzazione federativa che raggruppa le società nazionali che operano nell'area della tecnologia dell'informazione. Si tratta di un organismo non governativo, senza fini di lucro con uffici in Austria.  Sono suoi membri più di 48 associazioni nazionali e accademie scientifiche.
L'IFIP è stata costituita nel 1960 sotto gli auspici dell'UNESCO, con il nome iniziale di International Federation of Information Processing Societies, in acronimo IFIPS. Il nome e l'acronimo odierni sono stati adottati nel 1961.
Le attività dell'IFIP sono imperniate sui suoi quattordici Technical Committees, a loro volta divisi in working groups. I gruppi di lavoro organizzano conferenze, gestiscono incontri di lavoro e pubblicano documenti tecnici.

## I Comitati tecnici e i Gruppi di lavoro
- TC1: Foundations of Computer Science
  - WG 1.1 Continuous Algorithms and Complexity
  - WG 1.2 Descriptional Complexity
  - WG 1.3 Foundations of System Specification
  - WG 1.4 Computational Learning Theory
  - WG 1.5 Cellular Automata and Machines
  - WG 1.6 Term Rewriting
  - WG 1.7 Theoretical Foundations of Security Analysis and Design
- TC 2: Software: Theory and Practice
  - WG 2.1 Algorithmic Languages and Calculi
  - WG 2.2 Formal Description of Programming Concepts
  - WG 2.3 Programming Methodology
  - WG 2.4 Software Implementation Technology
  - WG 2.5 Numerical Software
  - WG 2.6 Database
  - WG 2.7 (= WG 13.4) User Interface Engineering
  - WG 2.8 Functional Programming
  - WG 2.9 Software Requirements Engineering
  - WG 2.10 Software Architecture
  - WG 2.11 Program Generation
  - WG 2.12 (= WG 12.4) Web Semantics

- TC 3: Education
  - WG 3.1 Informatics and ICT in Secondary Education
  - WG 3.2 Informatics and ICT in Higher Education
  - WG 3.3 Research on Education Applications of Information Technologies
  - WG 3.4 IT-Professional and Vocational Education in Information Technology
  - WG 3.5 Informatics in Elementary Education
  - WG 3.6 Distance Learning
  - WG 3.7 Information Technology in Educational Management
- TC 5: Computer Applications in Technology
  - WG 5.1 Global Product development for the whole life-cycle
  - WG 5.2 Computer-Aided Design
  - WG 5.3 Computer-Aided Manufacturing
  - WG 5.5 COOperation infrastructure for Virtual Enterprises and electronic business (COVE)
  - WG 5.6 Maritime Industries
  - WG 5.7 Integration in Production Management
  - WG 5.10 Computer Graphics and Virtual Worlds
  - WG 5.11 Computers and Environment
  - WG 5.12 Architectures for Enterprise Integration
  - SIG-CAI Computer Aided Innovation
  - SIG Bioinformatics
- TC 6: Communication Systems
  - WG 6.1 Architectures and Protocols for Distributed Systems
  - WG 6.2 Network and Internetwork Architectures
  - WG 6.3 Performance of Communication Systems
  - WG 6.4 Internet Applications Engineering
  - WG 6.6 Management of Networks and Distributed Systems
  - WG 6.7 Smart Networks
  - WG 6.8 Mobile and Wireless Communications
  - WG 6.9 Communication Systems in Developing Countries
  - WG 6.10 Photonic Networking
  - WG 6.11 Electronic Commerce - Communication Systems
- TC 7: System Modelling and Optimization
  - WG 7.1 Modelling and Simulation
  - WG 7.2 Computational Techniques in Distributed Systems
  - WG 7.3 Computer System Modelling
  - WG 7.4 Discrete Optimization
  - WG 7.5 Reliability and Optimization of Structural Systems
  - WG 7.6 Optimization-Based Computer-Aided Modelling and Design
  - WG 7.7 Stochastic Optimization
- TC 8: Information Systems
  - WG 8.1 Design and Evaluation of Information Systems
  - WG 8.2 Interaction of Information Systems and the Organization
  - WG 8.3 Decision Support Systems
  - WG 8.4 E-Business: Multi-disciplinary research and practice
  - WG 8.5 Information Systems in Public Administration
  - WG 8.6 Transfer and Diffusion of Information Technology
  - WG 8.8 Smart Cards
- TC 9: Relationship between Computers and Society
  - WG 9.1 Computers and Work
  - WG 9.2 Social Accountability
  - WG 9.3 Home Oriented Informatics and Telematics
  - WG 9.4 Social Implications of Computers in Developing Countries
  - WG 9.5 Applications and Social Implications of Virtual Worlds
  - WG 9.6/11.7 Information Technology: Misuse and The Law
  - WG 9.7 History of Computing
  - WG 9.8 Women and Information Technology
- TC 10: Computer Systems Technology
  - WG 10.1 Computer-Aided Systems Theory
  - WG 10.3 Concurrent Systems
  - WG 10.4 Dependable Computing and Fault Tolerance
  - WG 10.5 Design and Engineering of Electronic Systems
- TC 11: Security and Protection in Information Processing Systems
  - WG 11.1 Information Security Management
  - WG 11.2 Small System Security
  - WG 11.3 Data and Application Security
  - WG 11.4 Network Security
  - WG 11.5 Systems Integrity and Control
  - WG 11.7 (see WG 9.6) Information Technology: Misuse and The Law
  - WG 11.8 Information Security Education
  - WG 11.9 Digital Forensics
- TC 12: Artificial Intelligence
  - WG 12.1 Knowledge Representation and Reasoning
  - WG 12.2 Machine Learning and Data Mining
  - WG 12.3 Intelligent Agents
  - WG 12.4 Joint with WG2.12
  - WG 12.5 Artificial Intelligence Applications
  - WG 12.6 Knowledge Management
  - WG 12.7 Computer Vision
- TC 13: Human-Computer Interaction
  - WG 13.1 Education in HCI and HCI Curricula
  - WG 13.2 Methodology for User-Centred System Design
  - WG 13.3 Human-Computer Interaction and Disability
  - WG 13.4 (= WG 2.7) User Interface Engineering
  - WG 13.5 Human Error, Safety and System Development
  - WG 13.6 Human Work Interaction Design
- TC14: Entertainment Computing
  - WG14.1 Digital Storytelling
  - WG14.2 Entertainment Robot
  - WG14.3 Theoretical Basis of Entertainment
  - WG14.4 Games and Entertainment Computing
  - WG14.5 Social and Ethical Issues in Entertainment Computing